# Roger Lagrange
Pour les articles homonymes, voir Lagrange.
Roger Lagrange, né le 4 mai 1913 à Vaux-en-Pré (Saône-et-Loire) et mort le 29 septembre 2000, est un homme politique français membre de la SFIO, puis du PS.

## Biographie
Fils d'un couple d'agriculteurs, Roger Lagrange exerce comme instituteur en Saône-et-Loire après son passage par l'école normale de Lyon. À partir de 1939, il est nommé à Essertenne, poste qu'il conserve jusqu'en 1959.
Syndicaliste, membre du syndicat national des instituteurs, il est en 1948 favorable à l'adhésion de son syndicat à Force ouvrière, et pratique par la suite la double adhésion au SNI membre de la FEN autonome et à FO. C'est à ce titre confédéral qu'il est élu président de la CPAM en 1950, fonction qu'il conserve jusqu'en 1962.
Membre du parti socialiste SFIO, il en est le secrétaire fédéral en Saône-et-Loire de 1953 à 1959. Opposé au député Pierre Mazuez, qui souhaitait que les socialistes s'opposent au retour de De Gaulle au pouvoir, il prône une alliance avec le centre et les radicaux, et réussit, grâce à cette alliance, à être élu maire d'Essertenne en mars 1959, puis sénateur le mois suivant.
A l'occasion du congrès de la SFIO de 1963, il est élu au comité directeur.
En 1965, il quitte la municipalité d'Essertenne et se présente à Chalon-sur-Saône sur la liste menée par le maire sortant Georges Nouelle, qui l'emporte. Nouelle, dont l'état de santé est déclinant, lui cède cependant immédiatement le fauteuil de maire. Lagrange est réélu en 1971 et 1977.
Son long mandat municipal est marqué par d'importantes réalisations : ZUP Cité des Près Saint-Jean, nouveau lycée, maison de la culture, musée Niepce, zone piétonne, port fluvial sud...
En 1965, Lagrange est élu conseiller général de Saône-et-Loire, dans le canton de Chalon-Nord, à l'occasion d'une partielle provoquée par le décès de Georges Nouelle.
En 1967, il est élu député, sous l'étiquette de la FGDS, et quitte donc le Sénat. Il ne retrouve cependant pas son siège à l'occasion des élections anticipées de l'année suivante.
Favorable au dépassement de la SFIO, il soutient les positions de Guy Mollet pour la création d'un nouveau parti socialiste en 1968-69.
Au début des années 1970, il cède aux sollicitation de Pierre Mauroy, et favorise l'implantation électorale de Pierre Joxe dans le département. Il est ainsi son suppléant pour les élections législatives, victorieuses, de 1973, lui cède la candidature socialiste dans le canton de Chalon-Nord, et se présente dans celui de Chalon-Centre, moins favorable à la gauche, où il est cependant élu, et réélu en 1976.
Son aura décline cependant au début des années 1980. En 1982, il perd, à la surprise générale, son mandat de conseiller général. L'année suivante, il accepte de figurer en deuxième position derrière Maurice Mathus, un proche de Pierre Joxe, sur la liste de gauche pour les municipales. Celle-ci est battue de quelques dizaines de voix par celle menée par Dominique Perben.
A 70 ans, il s'éloigne de la vie politique. Il sera cependant maire de la petite commune d'Ecuisses, de 1989 à 1995.